# Izbori za Skupštinu GNK Dinama 2024.
Prvi izbori za Skupštinu GNK Dinama održani su 2. ožujka 2024. godine.
Glasanje je bilo moguće ispod zapadne tribine Maksimirskog stadiona online ili udaljeno online s početkom u 9 sati, a zaključno u 19 sati istoga dana.
Pravo kandidature i glasa na izborima imali su svi punoljetni i poslovno sposobni članovi koji su imali aktivno članstvo u GNK Dinamu u jednom trenutku u 2023. godini te su obnovili članstvo u 2024. godini zaključno s 15. veljače 2024.
Pravo glasa imalo je 13.025 članova GNK Dinama.

## Popis kandidata

### Prva izborna jedinica[3]
1. Dinamo iznad svih
- Nositelj: Otto Barić
- Davorin Babić
- Robert Bašić
- Nenad Pokos
- Dubravko Šimenc
- Petar Bručić
- Franjo Koletić
- Igor Lisak
- Tomica Čavlek
- Tomislav Cecić
- Ana Matijaš
- Marijan Dolić
- Željko Sičaja
- Darko Balun
- Hrvoje Starčević
- Goran Wagner
- Tihomir Novosel
- Marko Brajković
- Neven Lulić
- Krešimir Fabečić
- Sanja Kantar
- Ivan Hršak
- Dražen Camauli
- Mario Lasan
- Marijan Dolčić

Zamjenici:
- Nikola Duvnjak
- Zdravko Preglej
- Nenad Cebić
- Goran Dimitrijević
- Mario Popović

2. Dinamovo proljeće
- Nositelj: Velimir Zajec
- Dubravko Skender
- Ivan Nauković
- Tomislav Globan
- Frano Šušnjara
- Mislav Ante Omazić
- Krešimir Mlinarić
- Zrinko Hržić
- Goran Kovačević
- Marijan Pojatina
- Robert Penezić
- Bogdan Drakulić
- Zvonimir Manenica
- Renato Radačić
- Neven Lamza
- Krešo Knezović
- Boris Nikolić
- Držislav Krasić
- Slavko Sraga
- Branko Komorski
- Domagoj Novosel
- Krešimir Barić
- Fran Đuranac
- Igor Kalabek
- Mario Dubić

Zamjenici:
- Marko Šušnjara
- Dario Lihtenvalner
- Aleksandar Ekart
- Kristijan Tudja
- Dominik Birt

### Druga izborna jedinica[4]
- Mirko Barišić
- Toni Glowatzky
- Hrvoje Jukić
- Lovro Maržić
- Jure Zovko
- Andro Grdinić
- Davor Babić
- Ernis Klarić
- Dubravko Lepušić
- Jurica Juratek
- Josip Kvasina
- Marko Salopek
- Martin Drinković
- Vladimir Gašparović
- Zlatko Stić
- Damir Najmenik
- Jozo Papić
- Antonio Horgas
- Hrvoje Glogolja
- Zdenko Kalkan
- Ivan Horvatin
- Hrvoje Šojat
- Nikola Hanžel
- Mato Đurović
- Jakov Soldic
- Ante Todorić
- Ivan Todorić
- Hrvoje Prpić
- Siniša Kuzman
- Ivica Cvitković
- Dino Jakovljević
- Milivoj Novak
- Viktor Belamarić
- Petar Šarić
- Denis Oroši
- Renato Mikšić
- Mario Frkonja
- Karl Heinz Truskaller
- Saša Janković
- Zdravko Kačić
- Marijan Tomurad
- Damir Polović
- Željko Crnojević
- Hrvoje Josip Balen
- Stijepan Petrović
- Zlatko Premuš
- Luka Glavaš
- Stjepan Kovačević
- Mario Marčec
- Zlatko Kuzman
- Ivica Županić
- Tihomir Vukadin
- Miroslav Vukić
- Stanko Lazar
- Goran Babić
- Marinko Brozović
- Dragutin Kamenski
- Tomislav Radoš
- Marijan Čerček
- Antun Malek
- Većeslav Bergman
- Goran Đulić
- Janko Gogolja
- Stjepan Deverić
- Tomislav Glušić
- Miroslav Par
- Milutin Dragišić
- Zvonimir Vlak (povukao kandidaturu)
- Željko Marković
- Nenad Bračun]
- Pavle Marković
- Gordan Hanžek
- Tihomir Volić
- Bogdan Tihava
- Tomislav Filipović
- Hrvoje Serdarušić
- Domagoj Badanjak
- Ivan Baković
- Zrinko Čustonja
- Ante Mužević
- Tvrtko Zlopaša
- Neven Gutić
- Tomislav Mršić
- Damir Hosi
- Ivan Daidžić
- Mario Medak
- Hrvoje Herent

## Rezultati

### Prva izborna jedinica
U prvoj izbornoj jedinici pobijedila je lista Dinamovo Proljeće na čelu s nositeljem liste Velimirom Zajecom.
| Lista    | Lista             | Nositelj lista | Glasovi | Glasovi | Mandati |
| Lista    | Lista             | Nositelj lista | Ukupno  | %       | Ukupno  |
| -------- | ----------------- | -------------- | ------- | ------- | ------- |
|          | Dinamo iznad svih | Otto Barić     | 747     | 10,50%  | 0       |
|          | Dinamovo proljeće | Velimir Zajec  | 5.983   | 84,14%  | 25      |
| nevažeći | nevažeći          | nevažeći       | 381     | 5,36%   |         |
| Ukupno   | Ukupno            |                | 7.111   | 54,6%   |         |

### Druga izborna jedinica[6]
| Popis 35 izabranih skupštinara |
| --- |
| 1. Mirko Barišić 2. Lovro Maržić 3. Damir Najmenik 4. Marijan Tomurad 5. Janko Gogolja 6. Bogdan Tihava 7. Petar Šarić 8. Karl Heinz Truskaller 9. Hrvoje Josip Balen 10. Ivica Cvitković 11. Dino Jakovljević 12. Milivoj Novak 13. Denis Oroši 14. Renato Mikšić 15. Saša Janković 16. Zdravko Kačić 17. Stijepan Petrović 18. Stjepan Kovačević 19. Zlatko Kuzman 20. Miroslav Par 21. Nenad Bračun 22. Hrvoje Šojat 23. Nikola Hanžel 24. Ante Todorić 25. Ivan Todorić 26. Siniša Kuzman 27. Zlatko Premuš 28. Tihomir Vukadin 29. Miroslav Vukić 30. Stanko Lazar 31. Goran Babić 32. Većeslav Bergman 33. Tomislav Filipović 34. Domagoj Badanjak 35. Damir Hosi Zamjenici: 1. Zdenko Kalkan 2. Mario Marčec 3. Jure Zovko 4. Mario Frkonja 5. Marinko Brozović |

## Vanjske poveznice
- Službena stranica GNK Dinama
- Službene stranice GNK Dinama - Izbori